# 베르디베크 칸

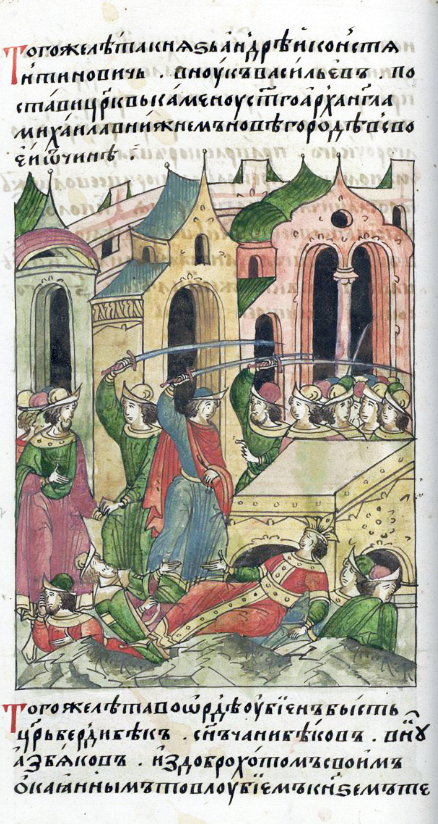

베르디베크 또는 베르디 베그는 킵차크 한국의 칸(재위:1357~1359년)이었다. 그는 그의 아버지 자니베크 칸을 계승하였는데 자니베크 칸의 독살에 그가 관여하였을 수 있다.
그의 치세는 혼란과 정치적인 살해로 점철되고 1359년 그도 독살당하면서 금장한국은 나뉘었다. 그는 무명의 딸이 있었는데 마마이의 부인이었다.
| 전임 자니베크 칸 | 제11대 킵차크한국의 칸 1357년~1359년 | 후임 마마이 칸 |